# Lista episoadelor din Star Trek: Enterprise
Aceasta este o listă de episoade a serialului de televiziune științifico-fantastic Star Trek: Enterprise (difuzat inițial sub denumirea simplă Enterprise), care a rulat pe canalul UPN din septembrie 2001 până în mai 2005. Prezentând evenimentele anterioare celor din Star Trek: Seria originală, aceasta este a cincea serie de televiziune a francizei Star Trek, și constă în 98 de episoade pe parcursul a patru sezoane. Primul episod al serialului, „Broken Bow” a fost difuzat inițial ca un singur episod de două ore, dar ulterior a fost separat în două episoade de câte o oră. Episoadele sunt enumerate aici în ordinea cronologică a primei lor difuzări, care este aceeași cu ordinea episoadelor pe DVD.
Spre deosebire de seriile anterioare din franciza Star Trek, Enterprise nu a folosit sistemul de datare fictiv al datei stelare, motiv pentru care această listă nu conține informații în această privință.

## Sezoane
| Sezon | Sezon | Episoade | Premiera  | Producție pe DVD   | Producție pe DVD  |
| Sezon | Sezon | Episoade | Premiera  | Regiunea 1         | Regiunea 2        |
| ----- | ----- | -------- | --------- | ------------------ | ----------------- |
|       | 1     | 26       | 2001–2002 | 3 mai 2005         | 2 mai 2005        |
|       | 2     | 26       | 2002–2003 | 26 iulie 2005      | 11 iulie 2005     |
|       | 3     | 24       | 2003–2004 | 27 septembrie 2005 | 5 septembrie 2005 |
|       | 4     | 22       | 2004–2005 | 1 noiembrie 2005   | 31 octombrie 2005 |

## Episoade

### Sezonul 1 (2001–2002)
Abrevieri:
- „RN”: Rating Nielsen
- „A”: Audiență în milioane de telespectatori

| # | Titlu                     | Scenariu                                                                                  | RN  | A     | Premiera           | Cod prod. |
| --- | ------------------------- | ----------------------------------------------------------------------------------------- | --- | ----- | ------------------ | --------- |
| 1/2 | „Broken Bow”              | Rick Berman & Brannon Braga                                                               | 7.0 | 12.54 | 26 septembrie 2001 | 101/102   |
| Primul contact cu Klingonienii; lansarea navei Enterprise (NX-01). Archer se găsește în mijlocul unui Război Rece Temporal. |                           |                                                                                           |     |       |                    |           |
| 3 | „Fight or Flight”         | Rick Berman & Brannon Braga                                                               | 5.7 | 9.18  | 3 octombrie 2001   | 103       |
| Hoshi își înfruntă temerile pe o navă extraterestră al cărei echipaj fusese ucis, în timp ce Malcolm încearcă să îmbunătățească sistemele defensive ale navei.                                                                     |                           |                                                                                           |     |       |                    |           |
| 4 | „Strange New World”       | Rick Berman & Brannon Braga (poveste) Mike Sussman & Phyllis Strong (dramatizare)         | 5.0 | 7.81  | 10 octombrie 2001  | 104       |
| O furtună îi blochează pe membrii unei echipe de debarcare pe o planetă extraterestră, unde niște spori le cauzează un episod psihotic.                                                                                            |                           |                                                                                           |     |       |                    |           |
| 5 | „Unexpected”              | Rick Berman & Brannon Braga                                                               | 5.2 | 8.16  | 17 octombrie 2001  | 105       |
| Trip ajută un echipaj extraterestru să-și repare motoarele, dar, în urma timpului petrecut pe nava acestora, el rămâne însărcinat.                                                                                                 |                           |                                                                                           |     |       |                    |           |
| 6 | „Terra Nova”              | Rick Berman & Brannon Braga                                                               | 5.1 | 8.35  | 24 octombrie 2001  | 106       |
| O veche colonie umană de pe planeta Terra Nova, dispărută în mod misterios cu 70 de ani înainte, face obiectul noii misiuni a navei Enterprise, care este trimisă în căutarea lor.                                                 |                           |                                                                                           |     |       |                    |           |
| 7 | „The Andorian Incident”   | Rick Berman & Brannon Braga & Fred Dekker (poveste) Fred Dekker (dramatizare)             | 4.5 | 7.19  | 31 octombrie 2001  | 107       |
| Archer, Trip și T'Pol sunt luați ostateci de către Andorieni, în mănăstirea Vulcaniană P'Jem. |                           |                                                                                           |     |       |                    |           |
| 8 | „Breaking the Ice”        | Maria Jaquemetton & Andre Jaquemetton                                                     | 4.9 | 7.36  | 7 noiembrie 2001   | 108       |
| Malcolm și Travis caută un minereu rar într-o cometă, în timp ce T'Pol se gândește dacă să accepte căsătoria cu Koss. |                           |                                                                                           |     |       |                    |           |
| 9 | „Civilization”            | Phyllis Strong & Mike Sussman                                                             | 4.6 | 7.14  | 14 noiembrie 2001  | 109       |
| Archer, Trip, Hoshi și T'Pol pleacă într-o misiune sub acoperire, pentru a studia o civilizație preindustrială, dar descoperă că nu sunt primii veniți.                                                                            |                           |                                                                                           |     |       |                    |           |
| 10 | „Fortunate Son”           | James Duff                                                                                | 4.8 | 6.11  | 21 noiembrie 2001  | 110       |
| Nava cargo Fortunate a fost atacată de Nausicaani, iar Enterprise dă echipajului acesteia o mână de ajutor. Însă, echipajul navei Fortunate are planuri secrete.                                                                   |                           |                                                                                           |     |       |                    |           |
| 11 | „Cold Front”              | Stephen Beck & Tim Finch                                                                  | 4.7 | 7.33  | 28 noiembrie 2001  | 111       |
| Archer află că un membru al echipajului de pe nava Enterprise luptă în Războiul Rece Temporal împotriva lui Silik și a unui grup de Sulibani.                                                                                      |                           |                                                                                           |     |       |                    |           |
| 12 | „Silent Enemy”            | André Bormanis                                                                            | 3.7 | 6.11  | 16 ianuarie 2002   | 112       |
| Archer se confruntă cu un inamic ce nu răspunde niciunei tentative de comunicare, în timp ce Hoshi încearcă să afle care este mâncarea preferată a lui Malcolm, pentru a-i face o surpriză de ziua lui.                            |                           |                                                                                           |     |       |                    |           |
| 13 | „Dear Doctor”             | Maria Jaquemetton & Andre Jaquemetton                                                     | 3.7 | 5.65  | 23 ianuarie 2002   | 113       |
| Phlox și Archer se confruntă cu o dilemă morală, atunci când trebuie să hotărască dacă o întreagă specie va trăi sau va fi decimată de o pandemie.                                                                                 |                           |                                                                                           |     |       |                    |           |
| 14 | „Sleeping Dogs”           | Fred Dekker                                                                               | 3.9 | 6.50  | 30 ianuarie 2002   | 114       |
| Hoshi, Malcolm și T'Pol urcă la bordul unei nave Klingoniene avariate, aflată pe orbita în degradare a unui gigant gazos. |                           |                                                                                           |     |       |                    |           |
| 15 | „Shadows of P'Jem”        | Rick Berman & Brannon Braga (poveste) Mike Sussman & Phyllis Strong (dramatizare)         | 3.8 | 6.05  | 6 februarie 2002   | 115       |
| T'Pol este rechemată pe Vulcan după evenimentele din episodul „The Andorian Incident”. În timpul ultimei sale misiuni pe Enterprise, ea și Archer sunt răpiți, ceea ce duce la o confruntare armată între Vulcanieni și Andorieni. |                           |                                                                                           |     |       |                    |           |
| 16 | „Shuttlepod One”          | Rick Berman & Brannon Braga                                                               | 3.4 | 5.33  | 13 februarie 2002  | 116       |
| Reed și Trip sunt blocați într-o navetă, fără speranța că vor primi ajutor înainte ca sistemul de menținere a vieții să se oprească.                                                                                               |                           |                                                                                           |     |       |                    |           |
| 17 | „Fusion”                  | Rick Berman & Brannon Braga (poveste) Phyllis Strong & Mike Sussman                       | 3.0 | 4.49  | 27 februarie 2002  | 117       |
| Enterprise întâlnește un echipaj de Vulcanieni care își dau frâu liber emoțiilor; T'Pol experimentează pentru prima dată fuziunea mentală, cu rezultate tulburătoare.                                                              |                           |                                                                                           |     |       |                    |           |
| 18 | „Rogue Planet”            | Rick Berman & Brannon Braga & Chris Black Chris Black (dramatizare)                       | 3.3 | 4.69  | 20 martie 2002     | 118       |
| Enterprise descoperă o planetă solitară, fără soare, unde un mic grup de Eska vânează spirite, o specie indigenă de polimorfi telepatici.                                                                                          |                           |                                                                                           |     |       |                    |           |
| 19 | „Acquisition”             | Rick Berman & Brannon Braga (poveste) Maria Jaquemetton & Andre Jaquemetton (dramatizare) | 3.4 | 5.45  | 27 martie 2002     | 119       |
| Un grup de Ferengi preiau controlul navei Enterprise, dar Trip, Archer și T'Pol le întind o cursă piraților, pentru a-și recupera nava.                                                                                            |                           |                                                                                           |     |       |                    |           |
| 20 | „Oasis”                   | Rick Berman & Brannon Braga & Stephen Black                                               | 3.3 | 5.64  | 3 aprilie 2002     | 120       |
| Archer, T'Pol, Trip și Travis descoperă un echipaj aparent în viață pe o navă care se prăbușise cu ani în urmă. |                           |                                                                                           |     |       |                    |           |
| 21 | „Detained”                | Rick Berman & Brannon Braga (poveste) Mike Sussman & Phyllis Strong (dramatizare)         | 3.0 | 4.88  | 24 aprilie 2002    | 121       |
| Archer și Travis sunt ținuți prizonieri într-un lagăr de concentrare pentru Sulibani de către Tandarani. |                           |                                                                                           |     |       |                    |           |
| 22 | „Vox Sola”                | Rick Berman & Brannon Braga & Fred Dekker Dekker (dramatizare)                            | 3.4 | 5.40  | 1 mai 2002         | 122       |
| O ființă extraterestră necunoscută, asemănătoare cu o pânză de păianjen, ajunge la bordul navei Enterprise și începe să captureze membri ai echipajului, conectându-i din punct de vedere neurologic.                              |                           |                                                                                           |     |       |                    |           |
| 23 | „Fallen Hero”             | Rick Berman & Brannon Braga & Chris Black (poveste) Alan Cross (dramatizare)              | 3.2 | 5.34  | 8 mai 2002         | 123       |
| Enterprise este atacată în timp ce transportă o ambasadoare Vulcaniană. |                           |                                                                                           |     |       |                    |           |
| 24 | „Desert Crossing”         | Rick Berman & Brannon Braga & Andre Bormias Andre Bormias (dramatizare)                   | 3.0 | 4.68  | 8 mai 2002         | 124       |
| Enterprise are de-a face cu un grup terorist, atunci când Trip și Archer sunt obligați să traverseze kilometri întregi de deșert pe o planteă extraterestră.                                                                       |                           |                                                                                           |     |       |                    |           |
| 25 | „Two Days and Two Nights” | Rick Berman & Brannon Braga                                                               | 3.1 | 5.26  | 15 mai 2002        | 125       |
| După mai multe săptămâni de detururi, Enterprise sosește pentru o scurtă permisie pe planeta Risa. Acolo, Archer întâlnește o femeie care știe mai multe despre Sulibani decât vrea să recunoască.                                 |                           |                                                                                           |     |       |                    |           |
| 26 | „Shockwave, Partea I”     | Rick Berman & Brannon Braga                                                               | 3.3 | 5.28  | 22 mai 2002        | 126       |
| Nava Enterprise este rechemată pe Pământ, după ce echipajul este acuzat de distrugerea accidentală a unei colonii. Pe drum, este deturnată de Sulibani, iar Archer este transportat într-un secol 31 complet distrus.              |                           |                                                                                           |     |       |                    |           |

### Sezonul 2 (2002–2003)
Abrevieri:
- „RN”: Rating Nielsen
- „A”: Audiență în milioane de telespectatori

| # | Titlu                  | Scenariu                                                                                            | RN  | A    | Premiera           | Cod prod. |
| --- | ---------------------- | --------------------------------------------------------------------------------------------------- | --- | ---- | ------------------ | --------- |
| 27 | „Shockwave, Partea II” | Rick Berman & Brannon Braga                                                                         | 3.2 | 4.89 | 18 septembrie 2002 | 201       |
| Un grup de Sulibani preiau controlul navei Enterprise, iar Archer încearcă să se întoarcă în secolul 22. |                        | |     |      |                    |           |
| 28 | „Carbon Creek”         | Rick Berman & Brannon Braga & Dan O'Shannon (poveste) Chris Black (dramatizare)                     | 3.0 | 4.84 | 25 septembrie 2002 | 202       |
| T'Pol spune povestea echipajului unei nave Vulcaniene, prăbușite pe Pământ în anii 1950. |                        | |     |      |                    |           |
| 29 | „Minefield”            | John Shiban                                                                                         | 3.5 | 5.25 | 2 octombrie 2002   | 203       |
| O mină camuflată se atașează de exteriorul navei Enterprise, iar Reed și Archer se grăbesc să o dezamorseze în timpul primului contact cu Romulanii. |                        | |     |      |                    |           |
| 30 | „Dead Stop”            | Mike Sussman & Phylis Strong                                                                        | 3.5 | 5.41 | 9 octombrie 2002   | 204       |
| Grav avariată de mina Romulană, Enterprise este reparată de o stație service automată și fără personal, care ascunde intenții neortodoxe. |                        | |     |      |                    |           |
| 31 | „A Night In Sickbay”   | Rick Berman & Brannon Braga                                                                         | 3.9 | 6.26 | 16 octombrie 2002  | 205       |
| Porthos cauzează un incident diplomatic pe o planetă extraterestră și se îmbolnăvește din cauza unui patogen local; în infirmierie, Archer înnebunește așteptând ca Porthos să-și revină. |                        | |     |      |                    |           |
| 32 | „Marauders”            | Rick Berman & Brannon Braga (poveste) David Wilcox (dramatizare)                                    | 3.6 | 5.60 | 30 octombrie 2002  | 206       |
| Archer face un troc pentru a obține deuteriu de pe o colonie minieră, hărțuită de un grup de tâlhari Klingonieni, care sunt și ei în căutare de deuteriu. |                        | |     |      |                    |           |
| 33 | „The Seventh”          | Rick Berman & Brannon Braga                                                                         | 3.2 | 4.82 | 6 noiembrie 2002   | 207       |
| T'Pol își reia misiunea ca agent al Securității Vulcaniene și este trimisă să prindă un fugar. În timpul misiunii, ea își amintește un secret întunecat din trecutul său, care îi spulberă controlul emoțional. |                        | |     |      |                    |           |
| 34 | „The Communicator”     | Rick Berman & Brannon Braga (poveste) André Bormanis (dramatizare)                                  | 3.0 | 4.46 | 13 noiembrie 2002  | 208       |
| După ce Archer și Malcolm fac o scurtă călătorie pe o planetă, Reed descoperă că și-a pierdut comunicatorul pe planeta pre-warp și cei doi sunt capturați în timp ce încearcă să-l recupereze. |                        | |     |      |                    |           |
| 35 | „Singularity”          | Chris Black                                                                                         | 3.1 | 4.83 | 20 noiembrie 2002  | 209       |
| Enterprise stabilește un traseu printr-un sistem stelar ternar, pentru a investiga o gaură neagră, iar echipajul începe să manifeste comportamente vecine cu tulburarea obsesiv–compulsivă. |                        | |     |      |                    |           |
| 36 | „Vanishing Point”      | Rick Berman & Brannon Braga                                                                         | 2.5 | 3.78 | 27 noiembrie 2002  | 210       |
| După ce se teleportează pentru prima dată, Hoshi devine invizibilă, iar restul echipajului o crede moartă. |                        | |     |      |                    |           |
| 37 | „Precious Cargo”       | Rick Berman & Brannon Braga (poveste) David A. Goodman                                              | 3.1 | 4.67 | 11 decembrie 2002  | 211       |
| În timp ce Enterprise răspunde unui apel S.O.S., Trip este răpit împreună cu o prințesă răsfățată. |                        | |     |      |                    |           |
| 38 | „The Catwalk”          | Mike Sussman & Phyllis Strong                                                                       | 3.0 | 4.73 | 18 decembrie 2002  | 212       |
| Echipajul navei Enterprise se refugiază într-o nacelă, pentru a evita contactul cu niște radiații letale. |                        | |     |      |                    |           |
| 39 | „Dawn”                 | John Shiban                                                                                         | 2.5 | 3.99 | 8 ianuarie 2003    | 213       |
| Trip este atacat de o navă Arkoniană și este blocat pe o planetă împreună cu atacatorul său. |                        | |     |      |                    |           |
| 40 | „Stigma”               | Rick Berman & Brannon Braga                                                                         | 2.9 | 4.40 | 5 februarie 2003   | 214       |
| T'Pol află că suferă de sindromul Pa'nar, contractat prin fuziunea mentală din episodul „Fusion”, și trebuie să se confrunte cu posibilitatea de a fi ostracizată de societatea Vulcaniană și de a-și pierde postul pe Enterprise. |                        | |     |      |                    |           |
| 41 | „Cease Fire”           | Chris Black                                                                                         | 2.9 | 4.78 | 12 februarie 2003  | 215       |
| Archer negociază un armistițiu între Andorieni și Vulcanieni. |                        | |     |      |                    |           |
| 42 | „Future Tense”         | Mike Sussman & Phyllis Strong                                                                       | 2.9 | 4.62 | 19 februarie 2003  | 216       |
| După ce găsește o navă abandonată, Enterprise este atacată de nave Sulibane și Tholiene. |                        | |     |      |                    |           |
| 43 | „Canamar”              | Allan Koeker                                                                                        | 2.8 | 4.10 | 26 februarie 2003  | 217       |
| Luați drept contrabandiști, Archer și Trip se află pe o navă care transportă prizonieri. |                        | |     |      |                    |           |
| 44 | „The Crossing”         | Rick Berman & Brannon Braga                                                                         | 2.6 | 3.85 | 2 aprilie 2003     | 218       |
| Niște extratereștri incorporali încearcă să preia controlul asupra navei Enterprise. |                        | |     |      |                    |           |
| 45 | „Judgment”             | David A. Goodman                                                                                    | 2.5 | 3.69 | 9 aprilie 2003     | 219       |
| Archer este arestat și încarcerat de către Klingonieni, sub acuzația de conspirație împotriva Imperiului. |                        | |     |      |                    |           |
| 46 | „Horizon”              | André Bormanis                                                                                      | 2.2 | 3.37 | 16 aprilie 2003    | 220       |
| După moartea tatălui său, Travis își vizitează familia pe nava lor cargo, și începe să reanalizeze locul său pe Enterprise. |                        | |     |      |                    |           |
| 47 | „The Breach”           | Chris Black & John Shiban                                                                           | 2.3 | 3.19 | 23 aprilie 2003    | 221       |
| Datorită ultimatumului unei facțiuni militante, Enterprise este trimisă să recupereze o echipă de geologi Denobulani de pe o planetă extraterestră. |                        | |     |      |                    |           |
| 48 | „Cogenitor”            | Rick Berman & Brannon Braga                                                                         | 2.7 | 4.08 | 30 aprilie 2003    | 222       |
| Enterprise îi întâlnește pe Vissieni, o specie mai avansată tehnologic, iar Trip rămâne nedumerit atunci când descoperă că Vissienii sunt o specie cu trei sexe. Prietenia sa cu un membru al celui de-al treilea sex are rezultate tragice. |                        | |     |      |                    |           |
| 49 | „Regeneration”         | Mike Sussman & Phyllis Strong                                                                       | 2.7 | 4.12 | 7 mai 2003         | 223       |
| Un grup de drone Borg (din Star Trek: Primul contact) sunt reactivate, după ce zăcuseră înghețate în banchiza arctică. |                        | |     |      |                    |           |
| 50 | „First Flight”         | John Shiban & Chris Black                                                                           | 2.4 | 3.30 | 14 mai 2003        | 224       |
| După ce primește vestea morții unui prieten apropiat, Archer îi povestește lui T'Pol despre începuturile carierei sale ca pilot experimental în programul de dezvoltare a motorului warp. |                        | |     |      |                    |           |
| 51 | „Bounty”               | Rick Berman & Brannon Braga (poveste) Hans Tobeason and Mike Sussman & Phyllis Strong (dramatizare) | 2.3 | 3.54 | 14 mai 2003        | 225       |
| Un Tellarit îl capturează pe Archer pentru a colecta o recompensă de la Klingonienii care l-au tot căutat pe căpitan după evenimentele din episodul „Judgment”. Între timp, un virus îi provoacă lui T'Pol simptome premature ale pon farr-ului. |                        | |     |      |                    |           |
| 52 | „The Expanse”          | Rick Berman & Brannon Braga                                                                         | 2.8 | 3.88 | 21 mai 2003        | 226       |
| O sondă extraterestră atacă Pământul, omorând 7 milioane de oameni. Enterprise pornește spre casă pentru reechipare înainte de a fi trimisă în Întinderea Delphică, pentru a-i găsi pe atacatori. T'Pol își dă demisia de la Înaltul Comandament Vulcanian, pentru a rămâne la bordul navei Enterprise. Trip nu poate dormi din cauza morții surorii lui, Elizabeth Tucker, victimă a atacului extraterestru. Între timp, Klingonienii sunt pe urmele navei Enterprise, pentru a-l revendica pe Căpitanul Archer ca prizonier. |                        | |     |      |                    |           |

### Sezonul 3 (2003–2004)
Abrevieri:
- „RN”: Rating Nielsen
- „A”: Audiență în milioane de telespectatori

| # | Titlu              | Scenariu                                                                               | RN  | A    | Premiera           | Cod prod. |
| --- | ------------------ | -------------------------------------------------------------------------------------- | --- | ---- | ------------------ | --------- |
| 53 | „The Xindi”        | Rick Berman & Brannon Braga                                                            | 2.6 | 4.07 | 10 septembrie 2003 | 301       |
| Misiunea împotriva rasei Xindi debutează atunci când Archer și Malcolm vizitează o instalație minieră, pentru a da de urma unui Xindi. |                    |                                                                                        |     |      |                    |           |
| 54 | „Anomaly”          | Mike Sussman                                                                           | 2.6 | 4.29 | 17 septembrie 2003 | 302       |
| Echipajul navei Enterprise experimentează în mod direct anomaliile din Întinderea Delphică, confruntându-se cu pirați ai spațiului și cu o uriașă sferă camuflată de origine necunoscută. |                    |                                                                                        |     |      |                    |           |
| 55 | „Extinction”       | André Bormanis                                                                         | 2.6 | 4.00 | 24 septembrie 2003 | 303       |
| În timp ce îi urmăresc pe Xindi fără niciun rezultat, Archer, Malcolm și Hoshi sunt expuși unui virus extraterestru și încep să se transforme în membrii unei rase de mult dispărute, numită Loque'eque. |                    |                                                                                        |     |      |                    |           |
| 56 | „Rajiin”           | Paul Brown & Brent V. Friedman (poveste) Brent V. Friedman & Chris Black (dramatizare) | 2.7 | 4.52 | 1 octombrie 2003   | 304       |
| O sclavă se refugiază pe nava Enterprise, dar îi spionează pe membrii echipajului. Între timp, Archer află că substanța sintetizată Trellium-D poate fi folosită pentru a-și proteja nava de anomalii. |                    |                                                                                        |     |      |                    |           |
| 57 | „Impulse”          | Jonathan Fernandez & Terry Matalas                                                     | 2.8 | 4.17 | 8 octombrie 2003   | 305       |
| Enterprise întâlnește o navă Vulcaniană al cărei echipaj a devenit violent datorită efectului toxic al substanței Trellium-D, care le provoacă Vulcanienilor leziuni neurologice. T'Pol este expusă toxinei și își pierde controlul asupra emoțiilor, devenind paranoică și chiar aproape criminală.                                                            |                    |                                                                                        |     |      |                    |           |
| 58 | „Exile”            | Phyllis Strong                                                                         | 2.3 | 3.46 | 15 octombrie 2003  | 306       |
| O poveste asemănătoare cu Frumoasa și bestia, în care Hoshi întâlnește un exilat telepatic (care deține informații despre Xindi) pe o planetă pustie. Între timp, T'Pol descoperă alte câteva sfere. |                    |                                                                                        |     |      |                    |           |
| 59 | „The Shipment”     | Chris Black & Brent V. Friedman                                                        | 2.5 | 3.70 | 29 octombrie 2003  | 307       |
| Echipajul navei Enterprise află despre un transport de kemocit, un element cheie în fabricarea unei noi arme, menite să distrugă Pământul. Archer găsește un aliat Xindi. |                    |                                                                                        |     |      |                    |           |
| 60 | „Twilight”         | Mike Sussman                                                                           | 2.6 | 4.06 | 5 noiembrie 2003   | 308       |
| Datorită unei anomalii, Archer își pierde memoria pe termen lung. Cea mai mare parte a episodului se petrece într-un viitor alternativ, după distrugerea Pământului, în care Archer (cu ajutorul îngrijitoarei sale T'Pol și al Căpitanului Tucker) încearcă să îndrepte trecutul.                                                                              |                    |                                                                                        |     |      |                    |           |
| 61 | „North Star”       | David A. Goodman                                                                       | 2.6 | 3.88 | 12 noiembrie 2003  | 309       |
| O planetă asemănătoare cu Vechiul Vest American este locuită de oameni. |                    |                                                                                        |     |      |                    |           |
| 62 | „Similitude”       | Manny Coto                                                                             | 3.0 | 4.59 | 19 noiembrie 2003  | 310       |
| Tucker cade în comă după ce un manifold pentru plasmă explodează. Este creată o clonă a lui Trip, în scopul de a recolta țesut nervos. Ordinul lui Archer de a omorî clona este întâmpinat cu proteste după ce aceasta, numită Sim, devine un membru al familiei de pe Enterprise. Sim dezvăluie, de asemenea, faptul că Trip ar putea fi îndrăgostit de T'Pol. |                    |                                                                                        |     |      |                    |           |
| 63 | „Carpenter Street” | Rick Berman & Brannon Braga                                                            | 2.5 | 3.71 | 26 noiembrie 2003  | 311       |
| Cu ajutorul lui Daniels, Archer și T'Pol se întorc în timp după ce descoperă că un grup de Xindi reptilieni lucrează la o armă biologică în Detroit-ul anului 2004. |                    |                                                                                        |     |      |                    |           |
| 64 | „Chosen Realm”     | Manny Coto                                                                             | 2.6 | 3.93 | 14 ianuarie 2004   | 312       |
| Un grup de fanatici religioși preiau controlul navei Enterprise și vor să-l execute pe Archer pentru profanarea sferelor. |                    |                                                                                        |     |      |                    |           |
| 65 | „Proving Ground”   | Chris Black                                                                            | 2.2 | 3.44 | 21 ianuarie 2004   | 313       |
| Savanții Xindi își testează noua armă distrugătoare de planete într-un câmp de asteroizi, în timp ce Archer descoperă că are un aliat în Întinderea Delphică. |                    |                                                                                        |     |      |                    |           |
| 66 | „Stratagem”        | Michael Sussman (dramatizare) & Terry Matalas (poveste)                                | 2.6 | 4.08 | 4 februarie 2004   | 314       |
| Un prizonier Xindi este păcălit de către Archer pentru a divulga locația noii super-arme. |                    |                                                                                        |     |      |                    |           |
| 67 | „Harbinger”        | Rick Berman & Brannon Braga                                                            | 2.6 | 3.95 | 11 februarie 2004  | 315       |
| Enterprise îi întâlnește pe Creatorii Sferelor pentru prima dată. T'Pol are emoții neașteptate și inițiază o relație cu Trip. Malcolm și Maiorul Hayes își reconciliază punctele de vedere diferite. |                    |                                                                                        |     |      |                    |           |
| 68 | „Doctor's Orders”  | Chris Black                                                                            | 2.6 | 3.73 | 18 februarie 2004  | 316       |
| În timp ce nava Enterprise traversează o "anomalie trans-dimensională", echipajul este introdus într-o stare de hibernare, lăsând controlul navei în mâinile lui Phlox. Dar este el cu adevărat singur? |                    |                                                                                        |     |      |                    |           |
| 69 | „Hatchery”         | André Bormanis & Michael Sussman                                                       | 2.4 | 3.52 | 25 februarie 2004  | 317       |
| Archer face tot posibilul pentru a salva un incubator al insectoizilor Xindi, ceea ce îi determină pe ofițerii săi să se revolte împotriva lui. |                    |                                                                                        |     |      |                    |           |
| 70 | „Azati Prime”      | Rick Berman, Brannon Braga & Manny Coto                                                | 2.6 | 3.78 | 3 martie 2004      | 318       |
| După ce găsesc arma pe Azati Prime, Archer pleacă într-o misiune sinucigașă pentru a o distruge. T'Pol își pierde dintrodată controlul emoțiilor în timp ce nava Enterprise suferă un atac devastator al reptilienilor Xindi. |                    |                                                                                        |     |      |                    |           |
| 71 | „Damage”           | Phyllis Strong                                                                         | 2.0 | 2.86 | 21 aprilie 2004    | 319       |
| Enterprise este grav avariată de atacul Xindi. Ca urmare, Archer propune echipajului unei nave extraterestre să le dea Trellium-D în schimbul unei bobine warp, însă este nevoit să o ia cu forța. T'Pol mărturisește că este dependentă de Trellium-D în stare lichefiată, lucru care i-a provocat derapajul emoțional.                                        |                    |                                                                                        |     |      |                    |           |
| 72 | „The Forgotten”    | Chris Black & David A. Goodman                                                         | 2.2 | 3.35 | 28 aprilie 2004    | 320       |
| Archer se confruntă cu pierderea unui mare număr de membri ai echipajului său și continuă negocierile de pace cu două specii Xindi, care distrug o navă de-a lor pentru auto-apărare. |                    |                                                                                        |     |      |                    |           |
| 73 | „E²”               | Mike Sussman                                                                           | 2.2 | 3.25 | 5 mai 2004         | 321       |
| Membrii echipajului navei Enterprise își întâlnesc descendenții dintr-un fir temporal alternativ. |                    |                                                                                        |     |      |                    |           |
| 74 | „The Council”      | Manny Coto                                                                             | 2.4 | 3.41 | 12 mai 2004        | 322       |
| Archer vorbește în fața consiliului Xindi și descoperă că una dintre specii a lansat deja super-arma, sfindând hotărârea consiliului. |                    |                                                                                        |     |      |                    |           |
| 75 | „Countdown”        | André Bormanis & Chris Black                                                           | 2.3 | 3.46 | 19 mai 2004        | 323       |
| Archer face eforturi pentru a câștiga susținerea acvaticilor Xindi, în încercarea de a-i opri pe reptilieni și de a-i găsi pe Creatorii Sferelor care îi ajută pe aceștia. |                    |                                                                                        |     |      |                    |           |
| 76 | „Zero Hour”        | Rick Berman & Brannon Braga                                                            | 2.7 | 3.91 | 26 mai 2004        | 324       |
| Înfruntarea finală cu comandantul reptilian Xindi, pentru a împiedica arma să distrugă Pământul. Archer dispare și este considerat mort, iar nava Enterprise ajunge înapoi în perioada celui de-al doilea război mondial. |                    |                                                                                        |     |      |                    |           |

### Sezonul 4 (2004–2005)
Abrevieri:
- „RN”: Rating Nielsen
- „A”: Audiență în milioane de telespectatori

| # | Titlu                             | Scenariu                                                                    | RN  | A    | Premiera          | Cod prod. |
| --- | --------------------------------- | --------------------------------------------------------------------------- | --- | ---- | ----------------- | --------- |
| 77 | „Storm Front, Partea I”           | Manny Coto                                                                  | 1.8 | 2.89 | 8 octombrie 2004  | 401       |
| După ce distruge arma Xindi, nava Enterprise ajunge în secolul 20, în timpul celui de-al doilea război mondial, și descoperă că naziștii au preluat controlul asupra nord-estului Statelor Unite ale Americii. |                                   |                                                                             |     |      |                   |           |
| 78 | „Storm Front, Partea II”          | Manny Coto                                                                  | 1.8 | 3.11 | 15 octombrie 2004 | 402       |
| Archer, împreună cu Silik, încearcă să-i oprească pe naziștii extratereștri, să restaureze firul temporal și să încheie Războiul Rece Temporal. |                                   |                                                                             |     |      |                   |           |
| 79 | „Home”                            | Allan Kroeker                                                               | 2.0 | 3.16 | 22 octombrie 2004 | 403       |
| Enterprise se întoarce acasă după ce salvază planeta Pământ, iar echipajul își ia o vacanță bine-meritată. Tucker & T'Pol merg în vizită pe Vulcan, unde T'Pol trebuie să se gândească la căsătoria cu Koss. Erika Hernandez devine căpitan al navei Columbia și își reia relația cu Archer. Pe pământ, Phlox se lovește de prejudecăți.                                                                                               |                                   |                                                                             |     |      |                   |           |
| 80 | „Borderland”                      | Ken LaZebnik                                                                | 2.1 | 3.18 | 29 octombrie 2004 | 404       |
| Dr. Arik Soong își reia relația cu „copiii” săi, Augmenții. |                                   |                                                                             |     |      |                   |           |
| 81 | „Cold Station 12”                 | Alan Brennert                                                               | 2.1 | 3.39 | 5 noiembrie 2004  | 405       |
| Echipajul unei stații spațiale este ținut ostatec de către Dr. Arik Soong, iar Augmenții săi încearcă să obțină sute de embrioni modificați genetic, sperând că vor putea crea o întreagă populație de semeni ai lor. |                                   |                                                                             |     |      |                   |           |
| 82 | „The Augments”                    | Michael Sussman                                                             | 2.1 | 3.39 | 12 noiembrie 2004 | 406       |
| Dr. Arik Soong este detronat din poziția de „tată” al Augmenților, iar Archer duce o luptă contra cronometru pentru a împiedica distrugerea unei colonii Klingoniene. Deziluzionat de eșecul tentativei sale de a îmbunătăți specia umană, Soong își îndreaptă atenția spre o nouă direcție de cercetare. |                                   |                                                                             |     |      |                   |           |
| 83 | „The Forge”                       | Judith Reeves-Stevens & Garfield Reeves-Stevens                             | 2.0 | 3.15 | 19 noiembrie 2004 | 407       |
| Ambasada Pământului de pe planeta Vulcan este parțial distrusă de un atac cu bombă, în care moare și Amiralul Forrest. Archer & T'Pol călătoresc pe Vulcan, în căutarea unui grup terorist presupus a fi responsabil pentru atac, și din care face parte chiar mama lui T'Pol. |                                   |                                                                             |     |      |                   |           |
| 84 | „Awakening”                       | André Bormanis                                                              | 2.0 | 3.38 | 26 noiembrie 2004 | 408       |
| Archer & T'Pol le găsesc pe T'Pau și pe mama lui T'Pol, iar Archer ajunge să fie păstrătorul katrei lui Surak. |                                   |                                                                             |     |      |                   |           |
| 85 | „Kir'Shara”                       | Michael Sussman                                                             | 2.2 | 3.20 | 3 decembrie 2004  | 409       |
| Archer și T'Pol aduc înapoi Kir'Shara (artefactul lui Surak) care va duce la schimbări majore în societatea Vulcaniană. T'Pol este vindecată de sindromul Pa'nar de către T'Pau. |                                   |                                                                             |     |      |                   |           |
| 86 | „Daedalus”                        | Ken LaZebnik & Michael Bryant                                               | 1.9 | 3.03 | 14 ianuarie 2005  | 410       |
| Dr. Emory Erickson, inventatorul teleportorului, face un experiment la mare distanță pentru a-și recupera fiul, pierdut într-un accident de teleportare. |                                   |                                                                             |     |      |                   |           |
| 87 | „Observer Effect”                 | Judith Reeves-Stevens & Garfield Reeves-Stevens                             | 1.7 | 2.76 | 21 ianuarie 2005  | 411       |
| Organienii fac experimente pe echipajul navei Enterprise, supraveghindu-le reacțiile la un patogen letal bazat pe silicon. |                                   |                                                                             |     |      |                   |           |
| 88 | „Babel One”                       | Michael Sussman & André Bormanis                                            | 1.8 | 2.53 | 28 ianuarie 2005  | 412       |
| Andorienii îi amenință cu războiul pe Tellariți, după ce fuseseră aparent atacați de o navă Tellarită, în drum spre negocieri. |                                   |                                                                             |     |      |                   |           |
| 89 | „United”                          | Manny Coto, Judith Reeves-Stevens & Garfield Reeves-Stevens                 | 1.8 | 2.81 | 4 februarie 2005  | 413       |
| Archer și Shran se angajează într-o luptă pe viață și pe moarte atunci când Archer încearcă să-i reconcilieze pe Andorieni și pe Tellariți, care sunt asmuțiți unii împotriva celorlalți de o navă Romulană teleghidată. |                                   |                                                                             |     |      |                   |           |
| 90 | „The Aenar”                       | Manny Coto                                                                  | 1.9 | 3.18 | 11 februarie 2005 | 414       |
| Nava Romulană care-i atacase pe Andorieni este controlată de un Aenar, o rasă înrudită cu Andorienii. Archer și Shran își unesc forțele pentru a-l salva pe Aenar și a dejuca complotul Romulanilor. |                                   |                                                                             |     |      |                   |           |
| 91 | „Affliction”                      | Manny Coto                                                                  | 2.0 | 3.17 | 18 februarie 2005 | 415       |
| Phlox este răpit de Klingonieni, care caută un leac pentru o maladie cauzată de încercarea de a crea hibrizi de Klingonieni și Augmenți; capacitățile mentale ale lui T'Pol sporesc după ce inițiază prima ei fuziunea mentală. |                                   |                                                                             |     |      |                   |           |
| 92 | „Divergence”                      | Judith Reeves-Stevens & Garfield Reeves-Stevens                             | 1.9 | 2.96 | 25 februarie 2005 | 416       |
| Cu ajutorul navei Columbia, echipajul de pe Enterprise se luptă cu un caz de sabotaj, în timp ce se află în căutarea adevărului din spatele răpirii lui Phlox. Maladia este vindecată, dar, datorită mutațiilor genetice, mulți Klingonieni vor arăta similar oamenilor pe parcursul a mai multor generații. |                                   |                                                                             |     |      |                   |           |
| 93 | „Bound”                           | Manny Coto                                                                  | 1.5 | 2.56 | 15 aprilie 2005   | 417       |
| Drept cadou pentru negocierile cu Sindicatul Orion, Archer primește trei Sclave Orioniene, dar acestea au planuri ascunse. Între timp, Trip și T'Pol se împacă cu legătura psihică ce s-a format între ei. |                                   |                                                                             |     |      |                   |           |
| 94 | „In a Mirror, Darkly (Partea I)”  | Michael Sussman                                                             | 1.4 | 2.59 | 22 aprilie 2005   | 418       |
| În Universul în oglindă, Comandorul Archer se revoltă împotriva Căpitanului Forrest, pentru a pune mâna pe o navă pământeană din viitor, găsită în spațiul Tholian. |                                   |                                                                             |     |      |                   |           |
| 95 | „In a Mirror, Darkly (Partea II)” | Michael Sussman                                                             | 1.7 | 2.92 | 29 aprilie 2005   | 419       |
| În Universul în oglindă, Archer preia comanda navei Defiant, venită din secolul 23, și o folosește în încercarea sa de a accede la putere. |                                   |                                                                             |     |      |                   |           |
| 96 | „Demons”                          | Manny Coto                                                                  | 1.8 | 3.01 | 6 mai 2005        | 420       |
| O facțiuni xenofobă a umanității amenință să saboteze negocierile pentru formarea unei noi coaliții de planete. |                                   |                                                                             |     |      |                   |           |
| 97 | „Terra Prime”                     | Manny Coto, Judith Reeves-Stevens, Garfield Reeves-Stevens & André Bormanis | 2.2 | 3.80 | 13 mai 2005       | 421       |
| Un om, lider izolaționist, amenință să distrugă Comandamentul Flotei Stelare, cerând ca toți extratereștrii să părăsească imediat planeta Pământ. Asul lui din mânecă este un copil clonat din ADN-ul lui Trip și al lui T'Pol. |                                   |                                                                             |     |      |                   |           |
| 98 | „These Are the Voyages...”        | Rick Berman & Brannon Braga                                                 | 2.2 | 3.80 | 13 mai 2005       | 422       |
| Două secole în viitor, membrii echipajului de pe nava USS Enterprise (NCC-1701-D) (Comandorul William T. Riker și Consilierul Deanna Troi) urmăresc reconstituirea holografică a călătoriei finale a navei NX-01 în 2161 (șase ani după evenimentele din episodul „Terra Prime”), atunci când aceasta se întoarce pe Pământ pentru a fi retrasă din activitate și pentru a participa la semnarea cartei Federației Unite a Planetelor. |                                   |                                                                             |     |      |                   |           |